# Нічниця війчаста
Нічни́ця ві́йчаста, нічниця Наттерера, або нічниця наттерерова (Myotis nattereri Kuhl, 1818)

## Опис виду з видання Червоної книги (1994)
Таксономічна характеристика. Один з 66 видів роду; один з 9 видів роду у фауні України; представлений типовим підвидом М. n. nattereri.
Поширення. Зустрічається спорадично — в окремих місцях Закарпатської, Львівської, Хмельницької, Чернівецької, Житомирської, Вінницької, Одеської та Черкаської областей, Криму. Ареал охоплює Євразію від Британських до Японських о-вів на південь від 60 ° пн. широти, за винятком крайнього сходу Європи та Пн. Італії. У 1973 р. знайдено на Балканському п-ві.
Ареал за базою даних МСОП >>>
Місця перебування. Переважно листяні ліси. Влітку заселяє в основному дупла дерев, порожнини за обшивкою будівель, горища, зрідка — підземні схованки. Зимує в печерах, штучних підземеллях (каменоломнях), ховаючись у шурфи та щілини. Іноді селиться у штучних дуплянках для птахів.
Чисельність. Дуже низька. В окремих схованках не перевищує 1 — 5 особини.
Причини зміни чисельності. Зменшення кількості схованок, у тому числі дуплистих дерев у лісах, руйнування підземель.
Особливості біології. Незначні сезонні переміщення зумовлені зміною літніх схованок кажана на зимові, які нічниця Наттерера займає в кін. вересня — на початку жовтня. У Криму можливо перелітна (на зимівлі не виявлена). Селиться звичайно поодинці, самиці утворюють невеликі виводкові зграї. Добуває їжу вночі; політ повільний, рівний. Чутлива до змін погоди: в похмурі та холодні вечори не вилітає. Живиться двокрилими, дрібними метеликами та жуками. Розмножується раз на рік. Народжує одне маля у червні.
Розмноження у неволі . Не спостерігалось.
Заходи охорони. Занесено до Червоної книги України (з 1980) та Європейського Червоного списку (1991). Охороняється у Кримському природному заповіднику. У місцях можливого перебування нічниці Наттерера доцільно охороняти гроти, підземелля, штучні печери, зберігати дуплисті дерева.